# Tripartitní komise pro navrácení měnového zlata
Tripartitní komise pro navrácení měnového zlata, také známá jako Tripartitní zlatá komise, byla komise založená v září 1946. V komisi byli zástupci Francie, Spojeného království a USA. Jejím úkolem bylo znovu získat zlato ukradené nacistickým Německem z jiných zemí a následně je vrátit právoplatným vlastníkům. Komise měla sídlo v Bruselu. Ke konečnému vyrovnání a zrušení komise došlo až v roce 1998.

## Historie
Na konci druhé světové války západní spojenci zajistili v solných dolech Merkers část zlata ukradeného z mnoha evropských zemí. V září 1946 vznikla zvláštní tripartitní komise pro navrácení nacisty ukradeného zlata, složená z amerického, britského a francouzského komisaře. Jednotlivé státy k této komisi podávaly žádosti o navrácení ukradeného zlata. Československo požadovalo 45,5 tuny, komise tento nárok uznala v plné výši.
Po shromáždění předložených nároků na navrácení zlata komise zjistila, že množství dohledaného zlata je menší, než celkový objem požadavků. Každý stát proto obdržel pouze poměrnou část své pohledávky.
Komise dokončila svou práci a byla formálně rozpuštěna v roce 1998. Československu bylo předáno posledních asi 330 kg zlata.

## Československé zlato
Československu byl Tripartitní komisí uznán nárok na navrácení 45,5 tuny zlata, ve skutečnosti bylo navráceno asi 24,5 tuny. První část – 6 tun zlata v mincích – byla předána již v roce 1947. Vyplacení zbývající části zkomplikovaly požadavky USA, které žádaly kompenzaci za majetky znárodněné v roce 1945, a Spojeného království, které požadovalo splacení válečných půjček. Československá strana počítala s tím, že půjčky budou splaceny válečnými reparacemi, které však vůbec nebyly Německu vyměřeny. Hodnota zlata přitom byla nižší, než zmíněné požadavky.
K dohodě došlo teprve v roce 1982 na nátlak USA, které hrozily zabavením zlata, pokud nebudou kompenzovány znárodněné majetky. Poté, co Československo uhradilo Spojenému království 24,3 milionu liber a USA 84,4 milionu dolarů, získalo zpět 18,4 tuny zlata. V té době již byla hodnota zlata vyšší, takže i po uhrazení požadavků Spojeného království a USA byla celková bilance z pohledu Československa pozitivní. Z pohledu Československa měl však zlatý poklad větší hodnotu v symbolické rovině, než v rovině finanční.

## Státy, které žádaly o navrácení zlata
- Albánie
- Belgie
- Československo
- Itálie
- Jugoslávie
- Lucembursko
- Nizozemsko
- Polsko
- Rakousko
- Řecko